# Liste der Bodendenkmale in Barnstorf
In der Liste der Bodendenkmale in Barnstorf sind die Bodendenkmale der niedersächsischen Gemeinde Barnstorf aufgeführt. Die Quelle ist der Denkmalatlas Niedersachsen.
- Bitte beachten Sie, dass diese Liste keinen Anspruch auf Vollständigkeit erhebt.
- Die Angaben ersetzen nicht die rechtsverbindliche Auskunft der zuständigen Denkmalschutzbehörde.
- Es sind nur Daten aus dem Denkmalatlas verarbeitet.
- Der Stand der Liste ist der 26. Mai 2025.

Barnstorf im Landkreis Diepholz

## Allgemein
In den Spalten finden sich folgende Informationen des Bodendenkmales:
| Lage         | geographische Koordinaten                                                           |
| Bezeichnung  | Bezeichnung lt. Denkmalatlas                                                        |
| Beschreibung | Beschreibung lt. Denkmalatlas                                                       |
| ID           | Objekt-ID                                                                           |
| Bild         | Bild, ggf. zusätzlich mit Link zu weiteren Fotos im Medienarchiv Wikimedia Commons. |

## Aldorf
| Lage                        | Bezeichnung           | Beschreibung | ID       | Bild |
| --------------------------- | --------------------- | --- | -------- | ---- |
| 52° 44′ 35″ N, 8° 29′ 37″ O | Aldorf 14, Grabhügel  | | 35545846 | BW   |
| 52° 45′ 1″ N, 8° 28′ 52″ O  | Aldorf 15, Grabhügel  | Durchmesser ca. 20 m und Höhe ca. 1 m. In der Kuppe zwei Eingrabungen. | 35545883 | BW   |
| 52° 45′ 1″ N, 8° 28′ 54″ O  | Aldorf 16, Grabhügel  | Durchmesser ca. 15 m und Höhe ca. 1 m. Östliches Viertel abgegraben. | 35545893 | BW   |
| 52° 44′ 47″ N, 8° 29′ 18″ O | Aldorf 19, Grabhügel  | Durchmesser ca. 14 m und Höhe ca. 0,3 m. | 35545943 | BW   |
| 52° 44′ 39″ N, 8° 29′ 30″ O | Aldorf 20, Grabhügel  | Durchmesser ca. 18 m und Höhe ca. 0,6 m. Östliche Hälfte von Nord-Süd verlaufenden Feldweg überquert, für den er zur Hälfte abgegraben wurde. | 35545962 | BW   |
| 52° 45′ 3″ N, 8° 28′ 51″ O  | Aldorf 71, Grabhügel  | Durchmesser ca. 16 m und Höhe ca. 1,2 m. | 39698938 | BW   |
| 52° 44′ 53″ N, 8° 29′ 0″ O  | Aldorf 72, Wegespuren | Alte Wegespuren der vermutlich seit der Bronzezeit genutzten Straße auf dem östlichen Uferwall der Hunte von Nordwesten nach Südosten. Auf ca. 100 m Breite mindestens 8 Spuren, diese bei einem Bachübergang bis 1 m tief eingeschnitten. Die Spuren folgen in der Richtung dem heutigen Weg durch die Forst. Die Wegespuren haben sich noch im nördlichen Teil des Forsts erhalten. Beidseitig des Markonaher Grabens und am nördlichen Waldrand auf der Schutzfläche des Grabhügelfelds am Nordrand des Forstes.   | 39703289 | BW   |
| 52° 45′ 3″ N, 8° 28′ 49″ O  | Aldorf 84, Grabhügel  | Durchmesser ca. 12 m und Höhe ca. 1,6 m. Über den Ostbereich verläuft von Süden nach Norden eine alte Wallhecke. Im Westen Hügelfuß abgegraben. | 49222810 | BW   |
| 52° 44′ 59″ N, 8° 28′ 52″ O | Aldorf 85, Grabhügel  | Durchmesser ca. 18 m und Höhe ca. 0,5 m. Im westlichen Drittel von alten Knick überquert. Von Westen nach Osten von Fahrspur gequert. | 49222836 | BW   |
| 52° 44′ 51″ N, 8° 28′ 31″ O | Aldorf 86, Umwallung  | Quadratische Wallanlage liegt an einem Hang, so daß im Inneren ein Höhenunterschied von Osten nach Westen von 1 m auftritt. Der Wall mit vorgelagertem Graben hat eine Kantenlänge von 23 × 23 m und ist 0,5 – 0,6 m hoch. Der Graben ist rundum mit einigen Unterbrechungen zu beobachten, an Nordostseite ist er 4 m breit und 0,2 m tief. Eingang an der südöstlichen Talseite, südlich der Seitenmitte. Datierung unbekannt, kann aber aufgrund von vergleichbaren Anlagen für das 18./19. Jh. angenommen werden. | 49223354 | BW   |

### Aldorf 1
- ID: 35545762
- Das kleine aus fünf Hügeln bestehende Grabhügelfeld ist der südliche Rest eines ehemals großen, etwa 60 Hügel umfassenden Hügelgräberfeldes, das kurz vor 1970 einplaniert wurde. Aufgrund von Keramikfunden wird das Feld in die Bronzezeit / ältere Eisenzeit datiert. Neolithische Silexartefakte liegen ebenfalls vor. Zwei der Grabhügel sind durch mittelalterliche Hohlwege beschädigt worden.

| Lage                        | Bezeichnung | Beschreibung | ID       | Bild |
| --------------------------- | ----------- | --- | -------- | ---- |
| 52° 45′ 22″ N, 8° 28′ 38″ O | Aldorf 1    | Durchmesser ca. 19 m und Höhe ca. 1,4 m. Stark verflachtes zentrales Kopfloch (Dm 5 m, Tiefe 0,3 m) und Abgrabungen am Westrand für mittelalterliche Hohlwege. | 35545778 | BW   |
| 52° 45′ 22″ N, 8° 28′ 39″ O | Aldorf 2    | Durchmesser ca. 14 m und Höhe ca. 1 m. Altes, fast gänzlich zuerodiertes Kopfloch.                                                                             | 35545786 | BW   |
| 52° 45′ 21″ N, 8° 28′ 38″ O | Aldorf 3    | Durchmesser ca. 12 m und Höhe ca. 0,6 m. Über dieKuppe verläuft moderne Fahrspur.                                                                              | 35545794 | BW   |
| 52° 45′ 19″ N, 8° 28′ 36″ O | Aldorf 4    | Durchmesser ca. 21 m und Höhe ca. 1,6 m. Zur Hälfte erhalten. Kopfloch (Dm. 4 m, Tiefe 0,5 m).                                                                 | 35545802 | BW   |
| 52° 45′ 19″ N, 8° 28′ 40″ O | Aldorf 5    | Durchmesser ca. 15 m und Höhe ca. 1 m. Kopflochartige Abgrabung im Südwesten.                                                                                  | 35545810 | BW   |

### Aldorf 6
- ID: 35545695
- Erhalten sind fünf Grabhügel. Alle gut im Gelände erkennbar.

| Lage                        | Bezeichnung | Beschreibung | ID       | Bild |
| --------------------------- | ----------- | --- | -------- | ---- |
| 52° 45′ 25″ N, 8° 29′ 39″ O | Aldorf 6    | Durchmesser ca. 20 m und Höhe ca. 0,8 m. Oberfläche gemuldet, nördlicher Hangfuß von Stubbenwall überlagert und von Westen nach Osten von Fahrspur überquert. | 35545712 | BW   |
| 52° 45′ 25″ N, 8° 29′ 41″ O | Aldorf 7    | Durchmesser ca. 19 m und Höhe ca. 0,9 m. Nördliche Hälfte von West-Ost verlaufender Fahrspur gekreuzt und Nordfuß liegt unter jüngeren Wallhecke.             | 35545722 | BW   |
| 52° 45′ 25″ N, 8° 29′ 43″ O | Aldorf 8    | Durchmesser ca. 21 m und Höhe ca. 0,6 m. Zentrum und südwestlicher Bereich abgegraben. Nördlicher und südlicher Hangfuß durch Fahrspuren tangiert.            | 35545732 | BW   |
| 52° 45′ 25″ N, 8° 29′ 46″ O | Aldorf 9    | Durchmesser ca. 21 m und Höhe ca. 0,6 m. Zentrum und südwestlicher Bereich abgegraben. Nördlicher und südlicher Fuß durch Fahrspuren tangiert.                | 35545742 | BW   |
| 52° 45′ 24″ N, 8° 29′ 46″ O | Aldorf 10   | Durchmesser ca. 16 m und Höhe ca. 0,6 m. | 35545752 | BW   |

## Barnstorf
| Lage                        | Bezeichnung                 | Beschreibung | ID       | Bild |
| --------------------------- | --------------------------- | --- | -------- | ---- |
| 52° 43′ 19″ N, 8° 31′ 15″ O | Barnstorf 2, Grabhügel      | Durchmesser ca. 19 m und Höhe ca. 1,1 m. Westliches Drittel beim Bau des westlich anschließenden Wohngebietes abgetragen. Gleichzeitig eine Erdanschüttung vorgenommen, die vom Grabhügel aus nach Norden, entlang der neugebauten Garagen führt. | 35593739 | BW   |
| 52° 43′ 40″ N, 8° 28′ 28″ O | Barnstorf 9, Landwehr       | Zieht sich über 2,4 km von einem heute trockenen Moortümpel im Westen zu den feuchten Hunteauen im Süden und verlief dabei in ihrer östlichen Hälfte entlang einer von der Hunte geschaffenen Hangkante und folgte deren Biegungen. In der westlichen Hälfte hingegen verlief und verläuft sie annähernd gerade durch völlig flaches Land. Erhalten haben sich davon insgesamt 782 m. | 28924905 | BW   |
| 52° 43′ 14″ N, 8° 30′ 6″ O  | Barnstorf 39, Großsteingrab | 1984 beim Pflügen entdeckt, ausgegraben und dann an seinen jetzigen Standort versetzt. Es besteht aus acht Seitenträgersteinen, je einem Schmalseitenträgerstein und noch zwei erhaltenen Decksteinen. An der Südseite befindet sich mittig der mit zwei kleinen Findlingen markierte Zugang. Außerhalb des Grabes liegt ein Stein im Südwesten und nördlich eine Reihe von fünf Findlingen. Der Innenraum weist eine Pflasterung auf. Dieser ursprünglich in den Boden eingetiefte und überhügelte Erweiterte Dolmen hat die Maße von ca. 2,5 × 6,5 m und datiert in die Trichterbecherkultur. Bei der Ausgrabung wurden neben den bauzeitlichen Bestattungen auch Nachbestattungen der Schnurkeramikkultur gefunden. | 35594560 | BW   |
| 52° 43′ 38″ N, 8° 28′ 54″ O | Barnstorf 135, Grabhügel    | Durchmesser ca. 14 m und Höhe ca. 0,8 m. Von Westen nach Osten von Fahrspur überquert. | 49217005 | BW   |
| 52° 43′ 36″ N, 8° 28′ 52″ O | Barnstorf 136, Grabhügel    | Durchmesser ca. 11 m und Höhe ca. 0,3 m. Bei Rodungsarbeiten vor einigen Jahren durch die eingesetzten schweren Maschinen stark beschädigt. | 49217090 | BW   |
| 52° 44′ 28″ N, 8° 28′ 4″ O  | Barnstorf 139, Grabhügel    | Durchmesser ca. 10,9 m und Höhe ca. 1 m. Nordöstliches Viertel von breitem Stubbenwall überlagert und von Baumwurf beschädigt. | 49223897 | BW   |
| 52° 44′ 21″ N, 8° 28′ 11″ O | Barnstorf 141, Grabhügel    | Durchmesser ca. 16 m und Höhe ca. 0,4 m. | 50522870 | BW   |

## Dreeke
| Lage                        | Bezeichnung           | Beschreibung | ID       | Bild |
| --------------------------- | --------------------- | --- | -------- | ---- |
| 52° 41′ 33″ N, 8° 28′ 50″ O | Dreeke 15, Wegespuren | Mittelalterliche und frühneuzeitliche Hohlwege als Reste von alten Straßenverläufen. Mit Unterbrechungen lassen sie sich über 2,3 km von Dammershausen nach Barnstorf verfolgen. Im nördlichen Abschnitt schlecht erhalten, im mittleren Abschnitt sind im Norden bis zu sieben und im Süden mindestens 12 Hohlwege vorhanden. Im südlichen Abschnitt wieder schlecht erhalten. Die zahlreichen verschiedenen Wegeführungen sind teilweise noch auf der Kurhannoverschen Landesaufnahme verzeichnet. | 35596482 | BW   |

## Rechtern
| Lage                        | Bezeichnung             | Beschreibung | ID       | Bild |
| --------------------------- | ----------------------- | --- | -------- | ---- |
| 52° 41′ 45″ N, 8° 31′ 27″ O | Rechtern 50, Wölbacker  | Insgesamt sechs Wölbäckerbeete unterschiedlicher Breite. Von Norden nach Süden: Zwei Beete mit 15 m Breite, dann vier Beete mit 10 m Breite. Die maximale Länge der bogenförmig von Südwesten nach Osten geschwungenen Beete beträgt 89 m. | 35595982 | BW   |
| 52° 41′ 11″ N, 8° 29′ 43″ O | Rechtern 74, Wegespuren | Zwei parallele Wegespuren (westliche Route), die von Norden nach Süden durch ein Dünenfeld verlaufen. Im nördlichen Bereich durch eine moderne Wirtschaftsfläche unterbrochen. Der Weg lässt sich im digitalen Geländemodell problemlos über 960 m weit verfolgen, lediglich 104 m davon sind zerstört. Im Gelände sind die Wegespuren dagegen nur noch schwer erkennbar. Östlich davon weitere Wegespuren, bei denen es sich um eine deutlich stärker befahrene Alternativroute handeln wird. Sie hat denselben Verlauf, knickt aber im Süden nach Südwesten um, um sich mit der westlichen Route zu treffen. Auch diese Wegespuren sind im Gelände nur noch schwer erkennbar. | 49483276 | BW   |
| 52° 41′ 21″ N, 8° 29′ 39″ O | Rechtern 75, Grabhügel  | Durchmesser ca. 14 m und Höhe ca. 0,8 m. Gut erhalten mit quadratischem Kopfloch, 4 m im Quadrat und Tiefe 0,6 m. | 49512002 | BW   |

### Rechtern 7
- ID: 35595292
- Grabhügelfeld mit 15 sehr gut erhaltenen Grabhügeln unterschiedlicher Größe am Hochufer der Hunte. Im 19. Jh. sollen es noch bis zu 20 Grabhügel gewesen sein. Bereits vor 1904 schenkte der Grundbesitzer Tongefäße die vermutlich aus dem Gräberfeld stammten an die vorgeschichtlichen Abteilung des Museums in Berlin. Im Auftrage der Generalverwaltung wurden einige Hügel durch  A. Götze, Berlin ausgegraben. Er wies mehrere Hügel mit Baumsargbestattungen der älteren Bronzezeit nach. 1934 und 1937 fanden sich nach teils mutwilligen Zerstörungen eine bronzene Lanzenspitze und ein Absatzbeil derselben Zeitstellung im Gräberfeldbereich.

| Lage                        | Bezeichnung | Beschreibung | ID       | Bild |
| --------------------------- | ----------- | --- | -------- | ---- |
| 52° 40′ 53″ N, 8° 30′ 51″ O | Rechtern 7  | Durchmesser ca. 14 m und Höhe ca. 0,7 m. Nordwestliches Viertel beim Wegebau zerstört.                                                  | 35595313 | BW   |
| 52° 40′ 58″ N, 8° 30′ 58″ O | Rechtern 8  | Größe ca. 13,7 × 12 m und Höhe ca. 0,5 m. Im Südosten der Kuppe ein großes Kopfloch von 5 m Dm. und 0,3 m Tiefe.                        | 35595323 | BW   |
| 52° 40′ 58″ N, 8° 30′ 59″ O | Rechtern 9  | Durchmesser ca. 9 m und Höhe ca. 0,7 m.                                                                                                 | 35595333 | BW   |
| 52° 40′ 57″ N, 8° 30′ 59″ O | Rechtern 10 | Durchmesser ca. 9,5 m und Höhe ca. 0,5 m. Kuppe mit Kopfloch (Dm. 3,6 m, Tiefe 0,2 m).                                                  | 35595343 | BW   |
| 52° 40′ 57″ N, 8° 30′ 58″ O | Rechtern 11 | Durchmesser ca. 16 m und Höhe ca. 1,6 m. Nordflanke durch mehrere große Tierbauten beschädigt.                                          | 35595353 | BW   |
| 52° 40′ 57″ N, 8° 30′ 58″ O | Rechtern 12 | Durchmesser ca. 14 m und Höhe ca. 1,2 m.                                                                                                | 35595363 | BW   |
| 52° 40′ 56″ N, 8° 30′ 57″ O | Rechtern 13 | Durchmesser ca. 17 m und Höhe ca. 1,7 m. Nordwestliche Flanke angegraben, auf Kuppe ein kleines Kopfloch von 2,2 m Dm. und 0,1 m Tiefe. | 35595373 | BW   |
| 52° 40′ 55″ N, 8° 30′ 55″ O | Rechtern 15 | Durchmesser ca. 21 m und Höhe ca. 2,4 m. In der Kuppe kleines Kopfloch (2,8 m Dm. bei 0,1 m Tiefe). Sonst perfekt erhalten.             | 35595393 | BW   |
| 52° 40′ 55″ N, 8° 30′ 54″ O | Rechtern 17 | Durchmesser ca. 12 m und Höhe ca. 0,6 m. Kopfloch (1,4 m Dm. bei 0,2 m Tiefe).                                                          | 35595413 | BW   |
| 52° 40′ 54″ N, 8° 30′ 55″ O | Rechtern 18 | Durchmesser ca. 11 m und Höhe ca. 0,4 m. Südliches Viertel von der Hunte weggespült.                                                    | 35595423 | BW   |
| 52° 40′ 54″ N, 8° 30′ 54″ O | Rechtern 19 | Durchmesser ca. 15 – 16 m und Höhe ca. 1,5 m. Perfekt erhalten.                                                                         | 35595433 | BW   |
| 52° 40′ 54″ N, 8° 30′ 55″ O | Rechtern 20 | Durchmesser ca. 9 – 11 m und Höhe ca. 0,6 m.                                                                                            | 35595443 | BW   |
| 52° 40′ 54″ N, 8° 30′ 54″ O | Rechtern 21 | Durchmesser ca. 9 m und Höhe ca. 0,3 m.                                                                                                 | 35595453 | BW   |
| 52° 41′ 3″ N, 8° 30′ 55″ O  | Rechtern 61 | Durchmesser ca. 11 m und Höhe ca. 1,4 m. Östlicher Hügelfuß durch Feldweg angeschnitten. Nach Auffinden von Keramik 1904 ausgegraben.   | 35596138 | BW   |
| 52° 40′ 53″ N, 8° 30′ 53″ O | Rechtern 69 | Durchmesser ca. 20 m und Höhe ca. 1 m. Südöstlichen zwei Drittel von der Hunte weggespült.                                              | 41486852 | BW   |